# Gary Jones (Kostümbildner)
Gary Jones (* 24. Februar 1947 in Toledo, Ohio) ist ein US-amerikanischer Kostümbildner.

## Leben
Gary Jones begann zunächst im Zirkusunternehmen Ringling Bros. and Barnum & Bailey Circus zu arbeiten, bevor er später ans Theater wechselte.
Gary Jones startete seine Filmkarriere als Kostümbildner Anfang der 1980er. So arbeitete er an Brian De Palmas Film Dressed to Kill (1980) zusammen mit Ann Roth. Er wirkte in seiner 40-jährigen Karriere an mehr als 50 Produktionen mit, sehr häufig mit Roth.
Bei der Oscarverleihung 2000 wurde er zusammen mit Ann Roth für die Kostüme zu Der talentierte Mr. Ripley (1999) in der Kategorie Bestes Kostümdesign nominiert. Für diesen Film wurde er auch für einen Costume Designers Guild Award (CDGA) nominiert. Für den Film Die fantastische Welt von Oz (2013) erhielt er ebenfalls mehrere Nominierungen, unter anderem erneut für den CDGA und für den Satellite Award.

## Filmografie (Auswahl)
- 1980: Dressed to Kill
- 1980: Die erste Todsünde (The First Deadly Sin)
- 1983: Super-Cup (Tiger Town)
- 1985: A Trip to Bountiful – Reise ins Glück (A Trip to Bountiful)
- 1986: Mosquito Coast
- 1987: Kojaks Rückkehr (The Price of Justice)
- 1992: Mambo Kings (The Mambo Kings)
- 1992: Sanfte Augen lügen nicht (A Stranger Among Us)
- 1993: Jenseits der Unschuld (Guilty as Sin)
- 1994: Vanja auf der 42. Straße (Vanya on 42nd Street)
- 1995: Im Sumpf des Verbrechens (Just Cause)
- 1995: Sabrina
- 1996: Der englische Patient (The English Patient)
- 1998: Desperate Measures
- 1998: Mit aller Macht (Primary Colors)
- 1999; Der talentierte Mr. Ripley (The Talented Mr. Ripley)
- 2001: Plötzlich Prinzessin (The Princess Diaries)
- 2004: Spider-Man 2
- 2006: I Am Omega
- 2009: Verrückt nach Steve (All About Eve)
- 2011: Happy New Year
- 2013: Die fantastische Welt von Oz (Oz the Great and Powerful)
- 2013–2016: Person of Interest (Fernsehserie)
- 2016–2019: The Tick (Fernsehserie)
- 2017: The Blacklist: Redemption (Fernsehserie)